# 余江月桂
余江月桂（英語：March Kong Fong Eu，即玛奇·江·邝·余；1922年3月29日—2017年12月21日），美國華裔政治人物，加利福尼亞州奧克戴爾出生、籍貫廣東省花都區花山洛場村。曾擔任加州議會議員，亦擔任加利福尼亞州務卿。